# Lista de famílias tipográficas segundo a classificação da Monotype
A empresa Monotype classifica as famílias tipográficas segundo os parâmetros seguintes:

## Antiques
- Ironwood
- Juniper
- Kobalt
- Longfellow
- Maigret
- Marquis
- Mesquite
- Peignot
- Ponderosa
- Raphael
- Revue

## Art Deco
- Oak Park
- Ozwald
- Parisian
- Pepperwood
- Philco
- Poster Gothic
- Primrose with Rosencrantz
- Raphael
- Rosencrantz
- Rosewood
- Rundfunk
- Segue
- Shirkle
- Sign Maker
- Silvermoon
- Theatre Antoine
- Time and Place
- Virile
- Adobe Wood
- Woodblock
- Zebrawood
- Zeppelin

## Ornaments
- Calligraphic Ornaments
- ITC Founder's Caslon Ornaments
- ITC Elements
- ITC Keefbats
- TX Toolshop

## Stencil
- American Writer
- Expedition
- Montage
- No Dr.-Alarm
- Rubber Stamp

## Symbol
- Tarotee

## Turkish
Fontes que contêm caracteres da língua turca
- ITC Anna Turkish
- ITC Avant Garde Gothic Turkish
- ITC Benguiat Gothic Turkish
- ITC Benguiat Gothic Turkish
- ITC Bodoni 72 Turkish
- ITC Bookman Turkish
- ITC Flora Turkish
- ITC Franklin Gothic Turkish
- ITC Friz Quadrata Turkish
- ITC Garamond Narrow Turkish
- ITC Korinna Turkish
- ITC Machine Turkish
- ITC Officina Sans Turkish
- ITC Stenberg Turkish
- ITC Studio Script Turkish
- ITC TRUE Grit Turkish
- ITC Zapf Chancery Turkish

## WGL
Acrónimo de Windows Glyph List. São fontes com determinado conjunto de caracteres, definido pela Microsoft, que suportam as seguintes línguas: africâner, finlandês, polaco, albanês, francês, português, basco, alemão, romeno, búlgaro, grego, russo, bielorrusso, húngaro, sérvio, catalão, islandês, eslovaco, croata, indonésio, esloveno, checo, italiano, espanhol, dinamarquês, letão, sueco, neerlandês, lituano, turco, inglês, macedonio, ucraniano, estoniano e norueguês.
- Comic Sans WGL
- Georgia WGL
- Nina WGL
- Tahoma WGL
- Trebuchet WGL
- Verdana WGL

## Wide
- ITC Flatiron

## Woodcut
- Organics
- Westwood